# آرایه سیستولیک
آرایه سیستولیک (انگلیسی: Systolic array) یک معماری محاسباتی موازی است که در آن واحدهای پردازشی به‌صورت شبکه‌ای منظم و همگام (مانند ضربان قلب یا سیستول) داده‌ها را پردازش می‌کنند.
آرایه سیستولیک نوعی معماری محاسباتی موازی است که برای پردازش سریع و مؤثر داده‌ها طراحی شده و در کاربردهایی مانند یادگیری ماشین، بینایی رایانه‌ای و پردازش سیگنال به کار می‌رود. این معماری شامل شبکه‌ای از واحدهای پردازشی ساده و مشابه است که به‌صورت منظم، معمولاً در قالب یک ماتریس، کنار هم قرار گرفته‌اند. هر واحد پردازشی داده‌ای را از واحد قبلی دریافت می‌کند، عملیاتی ساده مانند ضرب یا جمع را روی آن انجام می‌دهد و نتیجه را به واحد بعدی منتقل می‌کند. این جریان داده‌ها به‌طور منظم و هم‌زمان، شبیه به ضربان قلب (سیستول)، در سراسر آرایه حرکت می‌کند.
ویژگی کلیدی آرایه سیستولیک پردازش موازی آن است، به‌طوری که چندین واحد پردازشی به‌طور هم‌زمان روی بخش‌های مختلف داده کار می‌کنند و این امر منجر به افزایش سرعت پردازش می‌شود. علاوه بر این، داده‌ها به‌صورت منظم و هم‌زمان از یک واحد به واحد بعدی منتقل می‌شوند، که این امر باعث کاهش نیاز به حافظه‌های بزرگ و پیچیدگی کنترل می‌شود. ساختار منظم این آرایه‌ها، آن‌ها را به سامانه‌هایی با قابلیت توسعه و پیاده‌سازی آسان در سخت‌افزار تبدیل می‌کند.
از آرایه‌های سیستولیک در حوزه‌های مختلفی استفاده می‌شود. در یادگیری ماشین، این معماری در شتاب‌دهنده‌هایی مانند واحد پردازشی تنسور (TPU) گوگل برای تسریع در محاسبات شبکه‌های عصبی به کار می‌رود. در پردازش سیگنال و تصویر، این معماری برای فشرده‌سازی داده‌ها، تشخیص الگوها و پردازش تصاویر مورد استفاده قرار می‌گیرد. همچنین در رمزنگاری، آرایه‌های سیستولیک عملیات‌های ریاضی پیچیده را به‌صورت سریع و مؤثر انجام می‌دهند.
برای درک بهتر عملکرد این معماری، می‌توان به محاسبه حاصل‌ضرب دو ماتریس اشاره کرد. در یک آرایه سیستولیک، هر واحد پردازشی مسئول محاسبه یک عنصر از ماتریس حاصل‌ضرب است. داده‌های مربوط به سطرهای ماتریس اول و ستون‌های ماتریس دوم به‌صورت منظم وارد آرایه می‌شوند و هر واحد پردازشی با دریافت داده‌ها، عملیات ضرب و جمع را انجام می‌دهد و نتیجه را به واحد بعدی منتقل می‌کند.
از مزایای اصلی آرایه سیستولیک می‌توان به سرعت بالای پردازش به‌دلیل پردازش موازی، کارایی انرژی به‌علت کاهش نیاز به انتقال داده‌ها به حافظه‌های خارجی، و قابلیت پیاده‌سازی سخت‌افزاری به‌واسطه ساختار منظم آن اشاره کرد. با این حال، این معماری محدودیت‌هایی نیز دارد. انعطاف‌پذیری آن برای مسائل با الگوهای داده نامنظم یا پیچیده کمتر است و طراحی و پیاده‌سازی آن برای مسائل خاص نیاز به تخصص و زمان بیشتری دارد.